# Quint Ligari
Quint Ligari (en llatí Quintus Ligarius) va ser un militar romà del segle i aC.
És mencionat per primer cop l'any 50 aC com a legat a Àfrica de Publi Considi Llong, que el va deixar amb el comandament de la província mentre anava a Roma per aspirar al consolat. L'any 49 aC, el comandant de les forces pompeianes d'Àuximum (a Itàlia), Publi Atti Var, va haver de fugir abans de l'arribada de Juli Cèsar i es va presentar a Àfrica, província de la que havia estat anteriorment governador (propretor) i al qual Ligari va entregar al govern tot i que el senat havia nomenar governador a Luci Eli Tuberó.
Quan Tuberó es va presentar a Útica una mica després, no va poder ni desembarcar. Encara el 49 aC Ligari va combatre a les ordres de Var contra Curió, i més tard contra Juli Cèsar, l'any 46 aC. Després de la batalla de Tapsos el van agafar presoner presoner a Adrumetum, i se li va perdonar la vida però Cèsar el va enviar al desterrament.
Els seus amics a Roma van maniobrar per obtenir el seu perdó però no ho van aconseguir tot i la intercessió del seu germà i del seu oncle Tit Furi Broccus, i del mateix Ciceró que el 23 de setembre del 46 aC va tenir una audiència amb Juli Cèsar, per demanar el perdó de Ligari.
Mentrestant Quint Eli Tuberó (fill de Luci Eli Tuberó) va promoure una acusació pública contra Ligari, per la seva conducta a Àfrica i la seva connexió amb els pompeians. El cas es va presentar davant el mateix Cèsar al fòrum i Ciceró va defensar a Ligari amb un discurs que es conserva (Pro Ligario). Ligari va ser perdonat per Cèsar, que estava a punt de marxar a Hispània i volia mostrar la seva habitual misericòrdia.
Ligari no va agrair el favor de Cèsar i va entrar en la conspiració que el 44 aC va acabar amb l'assassinat del dictador. No se sap ben bé que va passar després però Appià parla de dos germans executats l'any 43 aC com a inclosos a les proscripcions dels triumvirs i encara esmenta un tercer germà Ligari executat per la mateixa causa una mica després, i com que Ciceró expressament diu que eren tres germans, cal pensar que tots van morir el 43 aC o 42 aC. Aquestos germans serien Tit Ligari (Titus Ligarius) i potser Publi Ligari (Publius Ligarius), o un Ligari sense agnomen conegut.